# Здание химической лаборатории (Санкт-Петербург)
Здание химической лаборатории Императорского университета — трёхэтажное кирпичное здание конца XIX века на Университетской набережной, в Василеостровском районе Санкт-Петербурга. Памятник архитектуры регионального значения. В настоящее время строение используется в качестве учебного корпуса института химии Санкт-Петербургского государственного университета.

## История
Здание Химической лаборатории Императорского Санкт-Петербургского университета было построено в короткие сроки, с 1892 по 1894 годы. Количество учебных часов по химии в университете значительно увеличились, и назрела необходимость в отдельном строении для занятий. В 1886 году в своей статье Д. И. Менделеев отмечал востребованность в отдельном строении.
Была создана специальная комиссия для проведения изыскательных и строительных работ, которую возглавил профессор-химик Н. А. Меншуткин. Известный петербургский архитектор А. Ф. Красовский стал автором проекта здания. При проектировании был учтён опыт ведущих европейских университетов, для этого Меншуткин и Красовский были даже откомандированы за границу.
Несколько требований при строительстве здания были обязательны: близость к зданию главного корпуса и достаточная светопроницаемость. После прошения в адрес руководства Первого Санкт-Петербургского кадетского корпуса университету передали земельный участок, примыкающий к ботаническому саду с юга.
После сдачи здания в эксплуатацию на нём была установлена мемориальная доска, информирующая о датах постройки и лицах, которые принимали непосредственное участие в сооружении объекта.
С 1947 года в этом строении были организованы и проводились секретные работы по химии урана.

## Архитектура
Здание спроектировано в стиле эклектики. В фасаде строения легко заметить черты классицизма, которые выражены в виде портика и колонн. Чётко выражена асимметрия строения: с одной стороны — три этажа для проведения лабораторных работ и лекций, с другой стороны — четыре этажа, которые выступали в качестве жилых помещений для преподавателей.
В здании были оборудованы помещения для отдельных лабораторий, в которых ставили эксперименты преподаватели и учёные. Также был обустроен большой зал для проведения публичных мероприятий, вмещающий до 200 слушателей.
Неудачей проектировщиков можно считать плохую гидроизоляцию подвального этажа, в котором были размещены квартиры обслуживающего персонала. Следствием этого стала необходимость в строительстве жилого флигеля, который и был возведён в 1900 году по проекту архитектора В. В. Эвальда.

## Современное состояние
В настоящее время в здании Химической лаборатории располагается Менделеевский центр. Здесь размещены библиотека и Правление петербургского отделения Российского Химического общества имени Д. И. Менделеева.
7 апреля 2014 года здание включено в число объектов культурного наследия России, представляющий историческую, научную и культурную ценность.

## Документы
Распоряжение Правительства Санкт-Петербурга от 10.07.2014 г. № 10-376 г. Санкт-Петербург. «О включении выявленного объекта культурного наследия в единый государственный реестр объектов культурного наследия (памятников истории и культуры) народов Российской Федерации».